# Crenidorsum malpighiae
Crenidorsum malpighiae là một loài côn trùng cánh nửa trong họ Aleyrodidae, phân họ Aleyrodinae.
Crenidorsum malpighiae được Russell miêu tả khoa học đầu tiên năm 1945.